# Estadio Nacional Bukit Jalil
El Estadio Nacional Bukit Jalil (en malayo: Stadium Nasional Bukit Jalil) es un estadio multipropósito localizado en el Complejo Nacional de Deportes Sukan Negara de la ciudad de Kuala Lumpur en Malasia. El recinto posee una capacidad para 87 411 espectadores.
El estadio fue inaugurado en 1996 para albergar los Juegos de la Mancomunidad Británica de 1998, es desde entonces el estadio oficial de la Selección de fútbol de Malasia. Es utilizado para diversos eventos como albergar los Juegos del Sudeste Asiático 2001, una de las sedes de la Copa Asiática 2007, además de las ediciones de 2004 y 2012 del Campeonato de Fútbol del Sudeste Asiático.

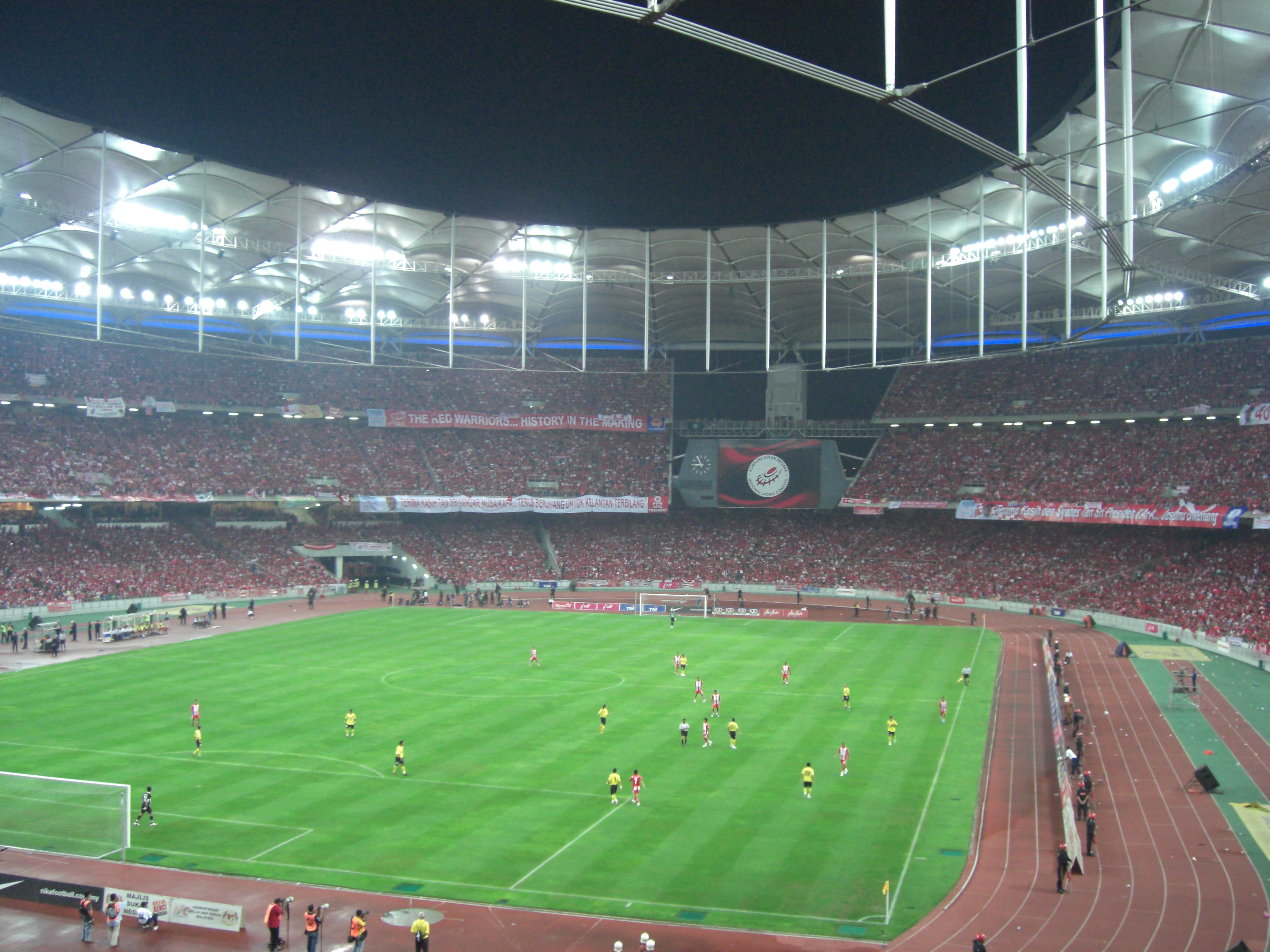
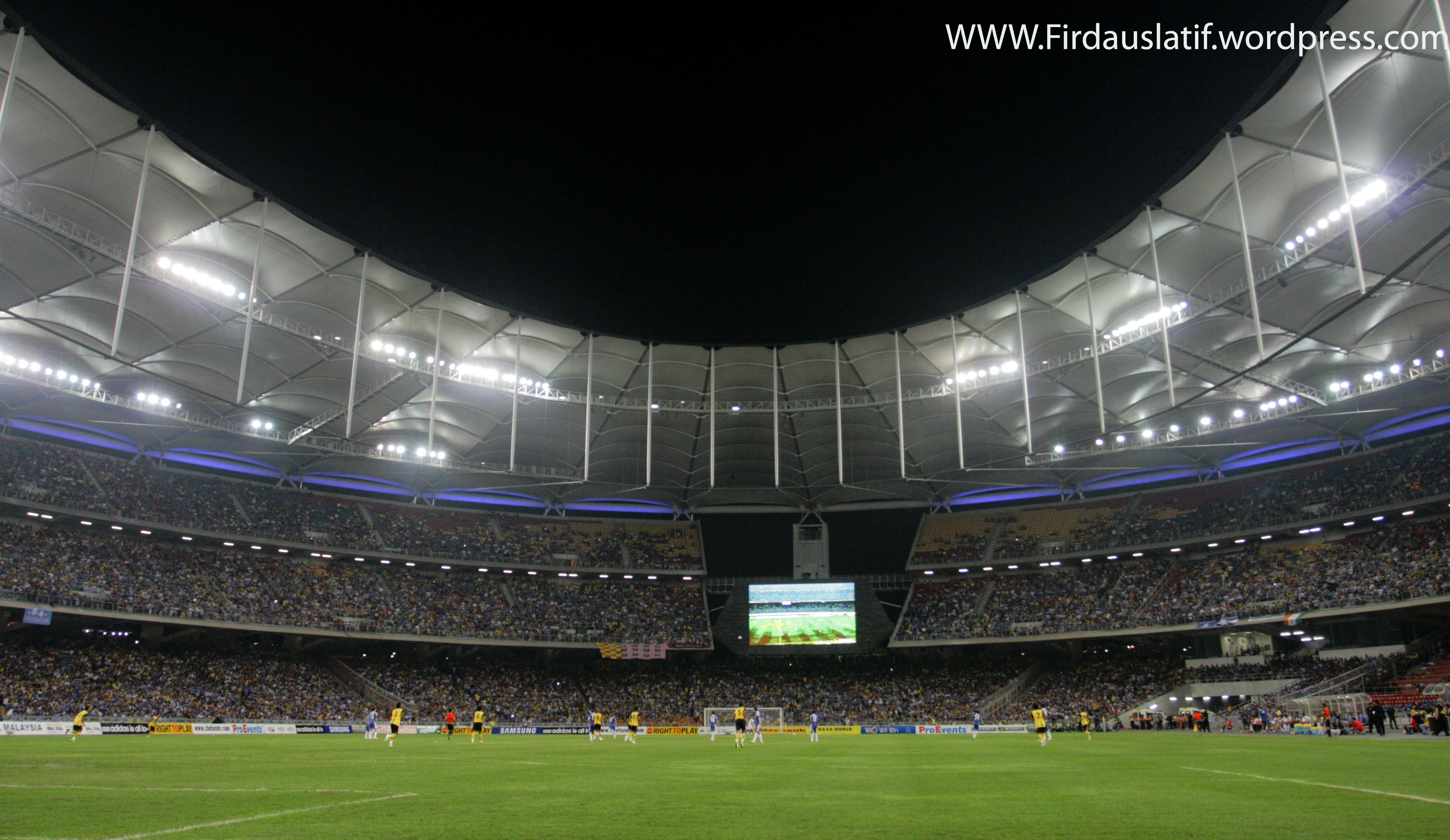